# Sharon Redd
Sharon Redd (Norfolk, 19 ottobre 1945 – Contea di Westchester, 1º maggio 1992) è stata una cantante statunitense.

## Biografia
Sharon Redd nacque il 19 ottobre 1945 a Norfolk, in Virginia. Redd proviene da una famiglia di musicisti: il padre era un produttore e direttore musicale alla King Records, mentre il patrigno suonava con l'orchestra di Benny Goodman. Il fratello Gene Redd Jr. era scrittore e produttore per le band Kool & the Gang e BMP; la sorellastra Penny Ford, invece, è una cantante con due album in studio all'attivo e collaborazioni come lead singer per i gruppi Snap!, Soul II Soul e The S.O.S. Band.

### Carriera
Iniziò la sua carriera nella musica pubblicando quattro singoli per l'etichetta United Artists nel 1968: tre di questi furono scritti da lei, e la totalità fu prodotta dal cantautore e produttore discografico Bobby Susser. Egli scelse la canzone di Hank Williams Half as Much come primo singolo di Redd: la sua voce, sulla linea di basso di Susser, l'ha resa una presenza quasi fissa nelle stazioni radio R&B.
Nel 1979 registrò la hit disco Love Insurance, pubblicata da Panorama Records con lo pseudonimo Front Page: Redd non venne inserita nei crediti del singolo. In seguito firmò un contratto con la Prelude Records, divenendone l'artista di punta. Il suo album in studio di debutto, il self-titled del 1980, fu seguito da Redd Hott nel 1982 e, infine, da Love How You Feel nel 1983. Diverse canzoni entrarono nella Hot Dance Club Play edita da Billboard.
Dopo aver registrato una versione di Can You Handle It con il duo di musica elettronica DNA, entrato in top 20 nella classifica britannica, Redd registra la sua ultima traccia: All the Way to Love con Les Adams, che non venne mai pubblicata.
All'apice della sua carriera, Sharon Redd muore di polmonite il primo maggio 1992. La rivista Dance Music Report riferì che le cause della morte furono complicanze dovute all'AIDS.

## Discografia

### Album in studio
- 1980 – Sharon Redd
- 1982 – Redd Hott
- 1983 – Love How You Feel

### Raccolte
- 1985 – The Classic Redd
- 1989 – Beat the Street: The Best of Sharon Redd
- 1990 – The Complete Sharon Redd on Prelude 1980–1985
- 1994 – Essential Dancefloor Artists Vol. 3: Sharon Redd

### Singoli
- 1968 – Half as Much
- 1968 – I've Got a Feeling
- 1969 – Easy to Be Hard
- 1980 – Can You Handle It
- 1980 – Love Is Gonna Get Ya
- 1982 – Never Give You Up
- 1982 – Beat the Street
- 1982 – In the Name of Love
- 1983 – You're a Winner
- 1983 – Love How You Feel
- 1984 – Lair on the Wire
- 1984 – Undercover Girl
- 1988 – Second to None
- 1992 – Can You Handle It